# Igor Crnadak

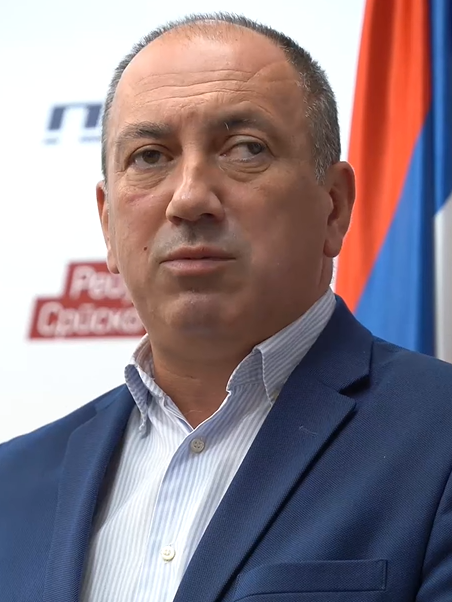
Igor Crnadak (2023)

Igor Crnadak (serbokroatisch-kyrillisch Игор Црнадак; * 28. Juli 1972 in Zadar) ist ein bosnischer Politiker (PDP). Vom 31. März 2015 bis zum 23. Dezember 2019 war er Außenminister von Bosnien und Herzegowina.

## Leben
Igor Crnadak besuchte Grundschule und Gymnasium in Banja Luka, 2004 schloss er ein Studium der Wirtschaftswissenschaft an der Universität Banja Luka ab. Er war von 1992 bis 2001 Chefredakteur eines privaten Radioprogramms in Banja Luka, daneben war er als Journalist für weitere Rundfunksender und Zeitungen tätig.
Seit 1999 ist er Mitglied der PDP. Derzeit (2015) ist er Generalsekretär der Partei. Er war Mitglied des Stadtrates von Banja Luka. Von 2007 bis 2009 war er stellvertretender Verteidigungsminister von Bosnien und Herzegowina. In der 2015 gebildeten Regierung von Denis Zvizdić war er Außenminister. Am 23. Dezember 2019 wurde er durch Bisera Turković abgelöst.